# Марзель, Барух
Барух Меир Марзель (род. 23 апреля 1959, Бостон) — правый израильский политик. В прошлом был председателем партии КАХ в Кнессете и её главой после убийства рава Меира Кахане. Барух Марзель являлся также главой партии Народный Еврейский Фронт, возглавлял партию Эрец Исраэль Шелану.
Марзель принимал активное участие в создании нескольких еврейских населенный пунктов, среди которых Офра, Мицпе Ерихо, Кдумим, Ацмона, Хацер Адар и в создании посёлка в городе Шхем. Участвовал в попытках помешать выселению посёлка Ямит. В 1984 году переехал в Хеврон, где и проживал в вагончике из-за запрета израильских властей на строительство в городе своего дома. Из-за своей политической деятельности неоднократно был задержан израильской полицией и представал перед судом.

## Служба в армии
По окончании учёбы в иешиве в Ямит в возрасте 20 лет призвался в армию. В ходе операции «Мир Галилее» воевал солдатом в бронетанковых войсках, принимал участие в захвате трассы Бейрут-Дамаск. По окончании службы был послан армией в США на работу в рамках проекта «Израиль», где занимался набором добровольцев и новых репатриантов.

## Политическая деятельность
С самых ранних лет Марзель был активистом КАХ, движения раввина Меира Кахане. Ещё ребёнком он участвовал в деятельности движения и, по его словам, Кахане даже присутствовал на его бар-мицве. Марзель был секретарём движения в течение порядка 10 лет. Когда в 1984 году Кахане был избран членом Кнессета, Марзель стал секретарём фракции «КАХ» в Кнессете и исполнял эти обязанности до 1988 года, когда "КАХ"у было запрещено участвовать в выборах в Кнессет из-за того, что их платформу признали расистской.
После убийства Кахане в 1990 году движение «КАХ» разделилось на: «Кахане Хай» (Кахане жив) во главе с Беньямином Зеевом Кахане (сыном Меира Кахане), и на сам «КАХ», во главе с Б. Марзелем. На выборах в Кнессет 1992 года израильский ЦИК вновь не допустил движение «КАХ» к участию в выборах. Марзель участвовал в управлении движением вплоть до того момента, когда оно было признано террористической организацией в 1994 году после теракта в Пещере Праотцов в Хевроне.

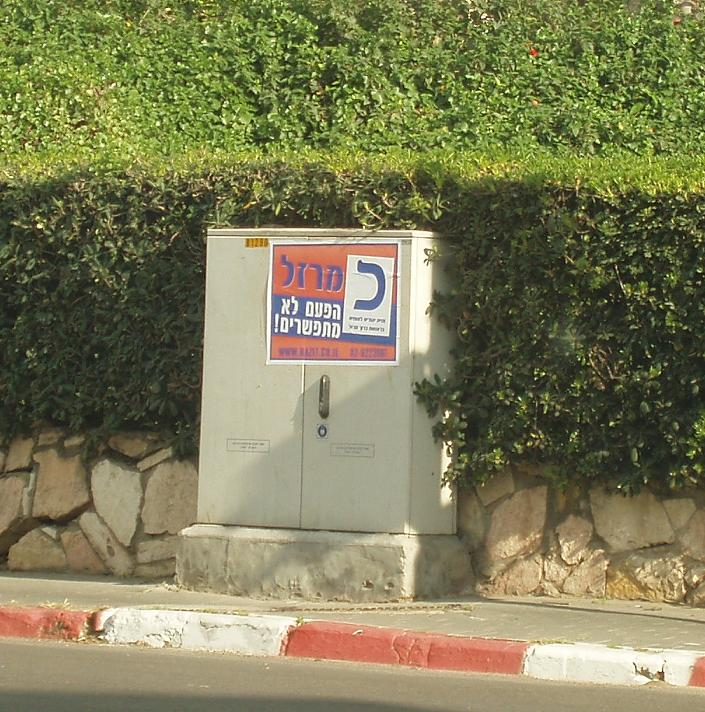
Листовка в поддержку Марзеля и партии Народный Еврейский Фронт на выборах в Кнессет в 2006 году

Во время выборов в Кнессет 2003 года Барух Марзель был вторым номером в списке движения «Херут» (первым номером был Михаэль Кляйнер. Различные заинтересованные лица пытались лишить его права баллотироваться из-за его членства в прошлом в движении «КАХ», но все претензии были сняты Верховным судом Израиля. На выборах партия так и не смогла преодолеть 2 % барьер и не вошла в кнессет (набрав 36,000 голосов при 47,000 минимальных). В 2004 году Б. Марзель основал партию «Народный Еврейский Фронт», но она также не преодолела 2 % барьер на следующих выборах в 2006 году.
Во время выборов в Кнессет в 2006 году тогда, в ходе выселения еврейских жителей из поселения Амона, Марзель заявил, что он посетит Сахнин с целью проверить тамошнее незаконное арабское строительство, однако по дороге в Сахнин он был задержан израильской полицией.
В 2009 году в выборах в Кнессет он не участвовал, хотя поддержал партию «Эрец Исраэль Шелану», которая шла в составе единого списка «Ихуд Леуми» с рядом других правых партий. После того, как на выборах «Ихуд Леуми» получил 4 мандата, Марзель стал помощником депутата Кнессета Михаэля Бен-Ари.

## Правоохранительные органы и деятельность Б. Марзеля
Впервые Марзель был арестован полицией в возрасте 14 лет, был обвинён судом в 17 лет, и с тех пор обвинялся ещё десятки раз. Много раз задерживался или был под следствием по подозрению в нападении на арабов. Во время службы в армии несколько раз отказывался подчиниться приказу, когда приказы противоречили его религиозным убеждениям.
В 1992 году был одним из организаторов беспорядков в Бат-Яме после убийства Елены Рап, за что получил 8 месяцев тюрьмы условно.
В 1994 году был подвергнут административному аресту на несколько месяцев после теракта Баруха Гольдштейна в Пещере Праотцов. После освобождения из под административного ареста провёл ещё 3 месяца под домашним арестом.
В 2003 году был обвинён в нападении на полицейского во время выселения фермы Гильа́д и приговорён к 2,5 месяцам исправительных работ и штрафу в 5000 шек.
В последние годы, несмотря на временные задержания и запреты, некоторые акции, инициированные Б. Марзелем, несмотря на противодействие полиции, получали поддержку судебных органов и ЦИКа.